# Али Абуль-Хасан ас-Саид
ААли Абуль-Хасан аль-Мутадид Биллах ас-Саид ибн аль-Мамун (араб. الحسن المعتضد بالله السعيد بن المأمون‎, ум. 1248) — одиннадцатый халиф династии Альмохадов, правитель Марокко в 1242-1248 годах. 
Ас-Саид был сыном Абу Ала аль-Мамуна и стал преемником своего брата, Абд аль-Вахида II, в период, когда Альмохады уже контролировали лишь часть Марокко. Хафсиды в это время укрепляли свою власть в Тунисе и претендовали на Алжир и Тлемсен, в то время как Мариниды завоевали Мекнес. Ас-Саид смог договориться с Маринидами о подкреплении в борьбе с Хафсидами, но был убит в засаде.
Вскоре после этого Мариниды воспользовались возможностью, чтобы завоевать Фес, сократив владения Альмохадов лишь до окрестностей Марракеша и самого города.